# Thomas Dunne
Sir Thomas Raymond Dunne (24 ottobre 1933 – 6 gennaio 2025) è stato un militare britannico.

## Biografia
Sir Thomas Raymond Dunne nacque il 24 ottobre 1933 ed era figlio di Philip Russell Rendel Dunne, ufficiale militare e politico.
Fu educato all'Eton College e alla Reale accademia militare di Sandhurst. È stato ufficiale del British Army.
Nel 1977 fu nominato lord luogotenente di Hereford e Worcester. Tre anni prima le contee amministrative di Herefordshire e Worcestershire erano state unite per formare quella di Hereford e Worcester. Nel 1998 Herefordshire e Worcestershire si separarono nuovamente e Dunne divenne lord luogotenente di entrambe. Fu presidente dell'Associazione dei lord luogotenenti.

## Vita privata
Sir Thomas era padre di:
- Camilla Rose Dunne, sposatasi nel 1988 con l'onorevole Rupert Soames, figlio di Lord Soames e di Mary Soames e nipote di Sir Winston Churchill;[6]
- Philip Martin Dunne, membro del Parlamento per Ludlow dal 2005;
- Nicholas Dunne, marito di lady Jasmine Cavendish, figlia di Peregrine Cavendish, XII duca di Devonshire.